# I. Marineflakbrigade
De I. Marineflakbrigade was een Duitse militaire eenheid in de Tweede Wereldoorlog. De eenheid werd op 1 mei 1942 opgericht uit onderdelen van het 1. Marineflakregiment. Tijdens haar gehele bestaan was het gestationeerd in Kiel, waar het voornamelijk belast werd met de bescherming van de haven tegen luchtaanvallen. In mei 1945 werd de eenheid opgeheven. 
De I. Marineflakbrigade was aanvankelijk onderdeel van het Küstenbefehlshaber westliche Ostsee en later van de Seekommandant Schleswig-Holstein und Mecklenburg

## Commandanten
- Konteradmiral Wilhelm Matthies (1 mei  1942- 14 november 1943)
- Konteradmiral Werner Stichling (15 november 1943 - 18 april 1945)
- Kapitän zur See M.A. Paul Fenn (19 april 1945 - 8 mei 1945)

## Samenstelling
- Marineflakabteilung 211
- Marineflakabteilung 221
- Marineflakabteilung 231
- Marineflakabteilung 241
- Marineflakabteilung 243
- Marineflakabteilung 251
- Marineflakabteilung 261
- Marineflakabteilung 271
- Marineflakabteilung 281
- 5. Marinekraftfahrabteilung